# Hesteskoen Nunatak
Hesteskoen Nunatak är en nunatak i Antarktis. Den ligger i Östantarktis. Norge gör anspråk på området. Toppen på Hesteskoen Nunatak är 2 350 meter över havet, eller 1 250 meter över den omgivande terrängen. Bredden vid basen är 3,7 km.
Terrängen runt Hesteskoen Nunatak är huvudsakligen platt, men den allra närmaste omgivningen är kuperad. Trakten är obefolkad. Det finns inga samhällen i närheten. 